# Pilobatella monstruosa
Pilobatella monstruosa är en kvalsterart som beskrevs av Sandór Mahunka 1986. Pilobatella monstruosa ingår i släktet Pilobatella och familjen Haplozetidae. Inga underarter finns listade i Catalogue of Life.